# San José del Oro
San José del Oro är en ort i Mexiko.   Den ligger i kommunen Zimapán och delstaten Hidalgo, i den sydöstra delen av landet, 160 km norr om huvudstaden Mexico City. San José del Oro ligger 2 377 meter över havet och antalet invånare är 175.
Terrängen runt San José del Oro är bergig österut, men västerut är den kuperad. San José del Oro ligger uppe på en höjd. Runt San José del Oro är det ganska glesbefolkat, med 36 invånare per kvadratkilometer. Närmaste större samhälle är Jacala, 17,6 km norr om San José del Oro. I omgivningarna runt San José del Oro växer i huvudsak blandskog.